# 平成26年台風第10号
平成26年台風第10号（へいせい26ねんたいふうだい10ごう、アジア名：Matmo）は、2014年7月に台湾と中国に影響を与えた台風である。

## 概要

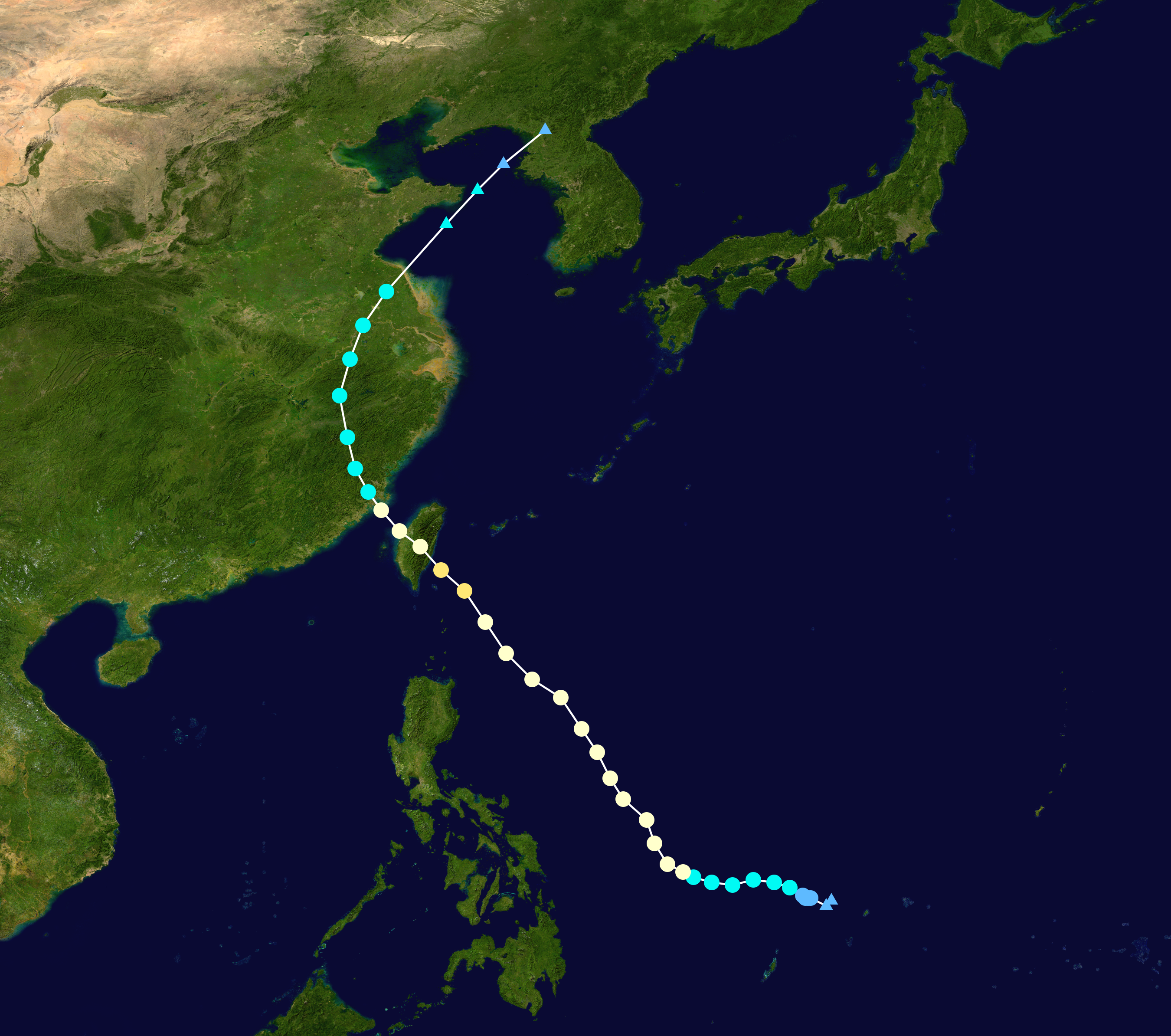
進路図

熱帯低気圧10Wが、7月18日3時（協定世界時17日18時）にフィリピンの東（北緯10度25分・東経135度30分）で台風10号となり、アジア名「マットゥモ（Matmo）」と命名された。命名国はアメリカで、チャモロ語で「大雨」を意味する。台風は同日朝、フィリピンの監視領域に入ったため、フィリピン大気地球物理天文局（PAGASA）によって、フィリピン名「ヘンリー（Henry）」と命名された。台風はゆっくりとフィリピンの東の海上を北西から北北西に進み、23日0時（協定世界時22日15時）に、与那国島に最接近するとともに台湾台東県長浜郷に上陸し、同日朝には台湾海峡に達した。その後、進路を北向きに変えながら華南に向かい、25日15時（協定世界時25日6時）に黄海（北緯35度・東経121度）で温帯低気圧に変わった。

## 被害

### 台湾
1名が死亡、5名がけがをした。
また、台湾・高雄を出発したトランスアジア航空222便（58名乗りのプロペラ機）が7月23日午後7時すぎに台風第10号の影響で馬公空港近くの民家に墜落、48名が死亡した。

### 中国
13名が死亡した。

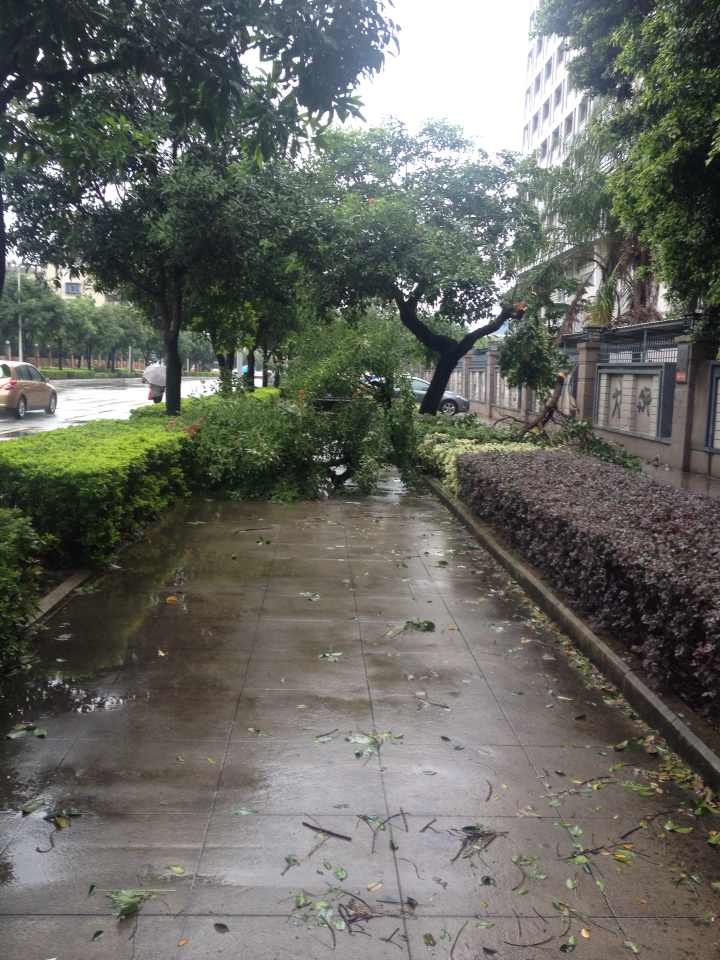
台風による倒木（福州市）
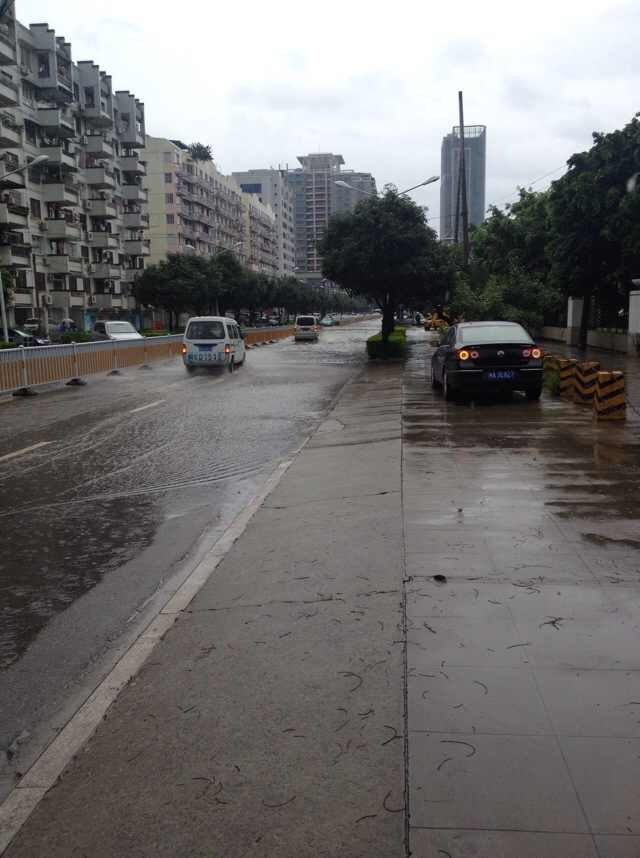
台風による洪水
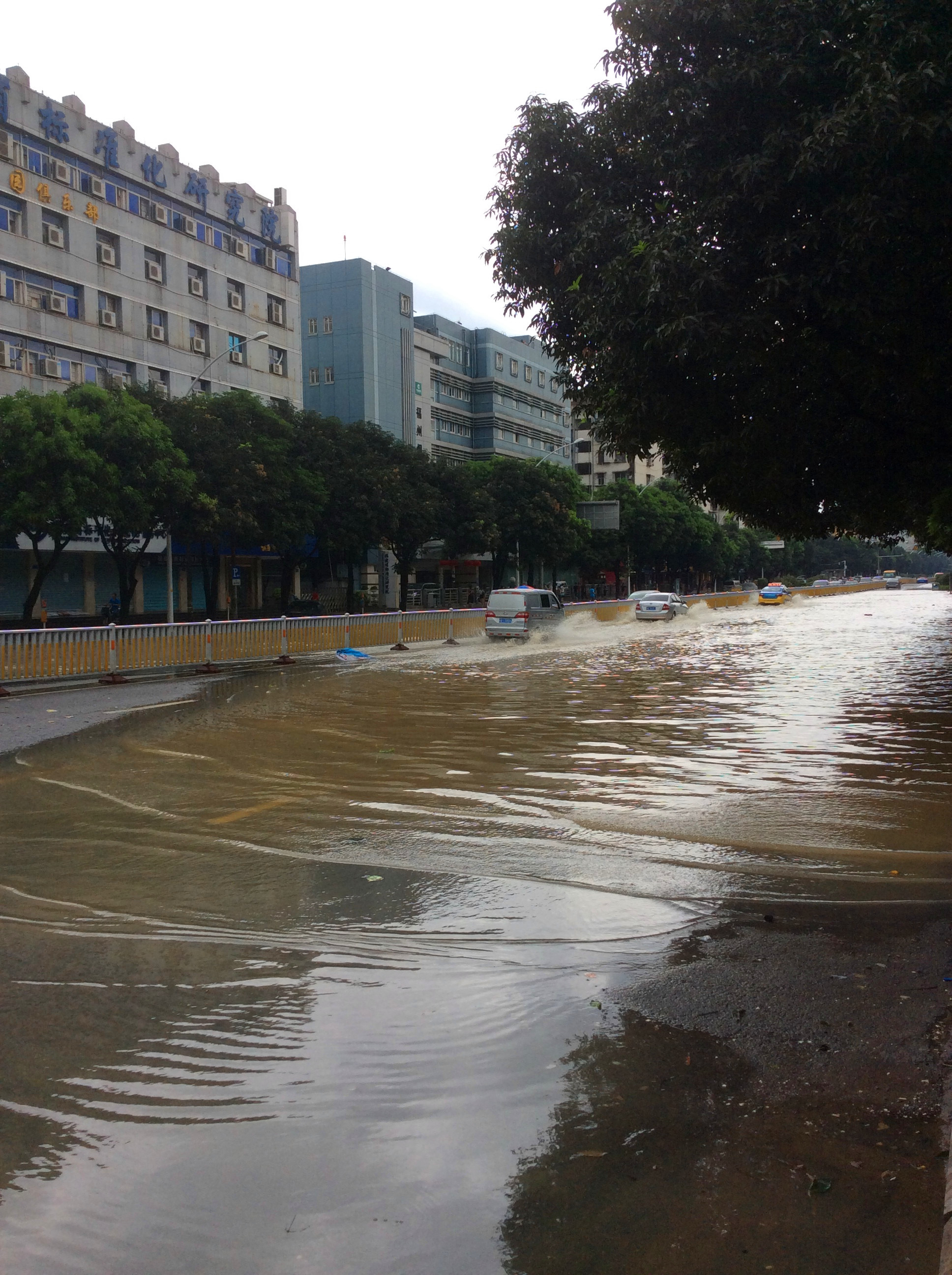
台風による洪水